# Szepetnek, Zala
Szepetnek  este un sat în districtul Nagykanizsa, județul Zala, Ungaria, având o populație de 1.646 de locuitori (2011). 

## Demografie
Componența etnică a satului Szepetnek
     Maghiari (85,31%)
     Germani (5,78%)
     Croați (4,68%)
     Romi (4,05%)
     Necunoscut (0,17%)
     Alții (0,17%)
Componența confesională a satului Szepetnek
     Romano-catolici (70,17%)
     Luterani (5,29%)
     Fără religie (4,98%)
     Reformați (2%)
     Necunoscută (17,31%)
     Atei (0,24%)
     Alte religii (0,91%)
Conform recensământului din 2011, satul Szepetnek avea 1.646 de locuitori. Din punct de vedere etnic, majoritatea locuitorilor (85,31%) erau maghiari, existând și minorități de germani (5,78%), croați (4,68%) și romi (4,05%). Apartenența etnică nu este cunoscută în cazul a 0,17% din locuitori.  Din punct de vedere confesional, majoritatea locuitorilor (70,17%) erau romano-catolici, existând și minorități de luterani (5,29%), persoane fără religie (4,98%) și reformați (2,0%). Pentru 17,31% din locuitori nu este cunoscută apartenența confesională.